# Разказ за Нащърбените планини
„Разказ за Нащърбените планини“ (на английски: A Tale of the Ragged Mountains) е разказ на американския писател Едгар Алън По от 1844. В частност той се основава на впечатленията му от времето, през което е учил във Вирджинския университет. Действието се развива около Шарлотсвил и това е единственият случай в творчеството на автора, в който действието става във Вирджиния. Първоначално разказът е публикуван в списанието Godey’s Lady’s Book, а по-късно и в сборника с разкази на Едгар Алън По, издаден през 1845 г.
В „Разказ за Нащърбените планини“ са разгледани новаторски за времето си теории, преплетени със събития от британската история. На заден план авторът е разгледал растящия интерес към психоактивните наркотици, преселението на душата и отношенията лекар-пациент.

## Сюжет
Главният герой – Огъстъс Бедлоу е млад човек, страдащ от нервни припадъци. Отивайки на разходка сред близките хълмове, той попада на непозната долина и индийски град. Наблюдавайки бунта по улиците му, той решава да участва в него, но е убит. Струва му се, че душата му се отделя от тялото и той се връща там, откъдето е започнало пътешествието. След като отново идва на себе си, Бедлоу отива у другите, за да разкаже случката.